# Severní Korea na Letních olympijských hrách 1972
Severní Koreu na Letních olympijských hrách v roce 1972 v německém Mnichově reprezentuje výprava 37 sportovců (23 mužů a 14 žen) v 10 sportech.

## Medailisté
| Medaile | Jméno           | Sport             | Soutěžc                                        |
| ------- | --------------- | ----------------- | ---------------------------------------------- |
| Zlato   | Li Ho-Jun       | Sportovní střelba | Muži 50 metrů libovolná malorážka 60 ran vleže |
| Stříbro | Kim U-Gil       | Box               | Muži váha lehká muší do 49 kg                  |
| Bronz   | Kim Yong-Ik     | Judo              | Muži lehká do 71 kg                            |
| Bronz   | Kim Gwong-Hyong | Zápas             | muži volný styl do 52 kg                       |
| Bronz   | Družstvo žen    | Volejbal          | turnaj žen                                     |